# John Wofford
John Edwin Brown Wofford (Washington, 22 agosto 1931 – Toms River, 20 aprile 2021) è stato un cavaliere statunitense, vincitore della medaglia di bronzo ai Giochi olimpici di Helsinki 1952 nel concorso completo a squadre a cavallo di Benny Grimes insieme a Charles Gordon Hough e Walter Staley.
Sempre a Helsinki si classifico 31° nel concorso completo individuale
Il padre John fu a sua volta cavaliere olimpico a Berlino 1936., mentre il fratello Jimmy vinse a sua volta due argenti olimpici nel concorso completo a squadre a Città del Messico 1968 e Monaco 1972 e la cognata Dawn Wofford, moglie di suo fratello Warren, si classificò ventesima nel salto ostacoli individuale a Roma 1960.

## Palmarès
- Giochi olimpici

Helsinki 1952: bronzo nei salto a ostacoli a squadre.